# Ben Sheppard
Ben Sheppard, född 16 juli 2001 i Atlanta i Georgia, är en amerikansk professionell basketspelare (SG) som spelar för Indiana Pacers i National Basketball Association (NBA).
Han draftades av Indiana Pacers i första rundan i 2023 års draft som 26:e spelare totalt.
Innan Sheppard blev proffs studerade han på Belmont University och spelade för deras idrottsförening Belmont Bruins.